# Nil Benítez
Nil Benítez García (2004) es un deportista español que compite en ciclismo en la modalidad de trials. Ganó una medalla de oro en el Campeonato Mundial de Ciclismo Urbano de 2022, en la prueba por equipo.

## Palmarés internacional
| Campeonato Mundial | Campeonato Mundial | Campeonato Mundial | Campeonato Mundial |
| Año                | Lugar              | Medalla            | Competición        |
| ------------------ | ------------------ | ------------------ | ------------------ |
| 2022               | Abu Dabi ( EAU)    | Medalla de oro     | Equipo mixto       |